# Giannelli Imbula
Giannelli Imbula Wanga (Vilvoorde, Bélgica, 12 de septiembre de 1992) es un futbolista congoleño, pero con nacionalidad francesa, que juega de centrocampista.

## Carrera
Sus inicios fueron en las categorías inferiores del Racing Club de Francia y el PSG.

### EA Guingamp
El año 2007 llegó al centro de formación del EA Guingamp. Debutaría profesionalmente el 16 de octubre de 2009 frente al Dijon en un duelo válido por la Ligue 2, segunda categoría de fútbol en Francia. Esa temporada no fue buena, Imbula jugó sólo 2 partidos y el Guingamp descendió al Championnat National, la tercera división francesa.
En Championnat National de 2010-11, Imbula disputó 28 encuentros y aportó con 2 goles. Al finalizar la temporada lograrían el ascenso a la Ligue 2, donde permanecieron 2 años, con Imbula como titular, hasta lograr el tan ansiado ascenso a la Ligue 1.
Al fin Imbula jugaría en la máxima categoría del fútbol francés, pero no lo haría con el Guingamp, si no con el Olympique de Marsella.

### Olympique Marsella
Antes de empezar la temporada 2013-14, más específicamente un 19 de julio de 2013, Imbula era presentando como refuerzo en el Olympique de Marsella. Debutó el 11 de agosto de 2013 ante su exequipo, el Guingamp. Esa noche el Marsella ganaría por 1-3 e Imbula disputaría los 90 minutos.

### Porto
El 1 de julio de 2015, Imbula firmó un contrato de cinco años con el FC Porto por un precio de 20 millones de euros.

## Selección nacional
Pese a recibir el llamado de la selección de fútbol del Congo, Imbula espera obtener su nacionalidad francesa para vestir la camiseta de Les Bleus. Desde febrero de 2010 Imbula ya está habilitado para ser convocado por la selección de fútbol de Francia.
El 16 de mayo de 2013 fue convocado por la selección de fútbol sub-20 de Francia para disputar el Torneo Esperanzas de Toulon de 2013.
Sin embargo, en octubre de 2015, Gianelli Imbula expresó públicamente su deseo de jugar para el equipo nacional de Bélgica, por lo que se ha requerido la autorización de la FIFA para hacerlo.

## Clubes
| Club                    | País       | Año       |
| ----------------------- | ---------- | --------- |
| E. A. Guingamp          | Francia    | 2009-2013 |
| Olympique de Marsella   | Francia    | 2013-2015 |
| F. C. Oporto            | Portugal   | 2015-2016 |
| Stoke City F. C.        | Inglaterra | 2016-2020 |
| Toulouse F. C. (cedido) | Francia    | 2017-2018 |
| Rayo Vallecano (cedido) | España     | 2018-2019 |
| U. S. Lecce (cedido)    | Italia     | 2019-2020 |
| P. F. C. Sochi          | Rusia      | 2020      |
| Portimonense S. C.      | Portugal   | 2021-2022 |
| Tuzlaspor               | Turquía    | 2023      |
| Istanbulspor            | Turquía    | 2023-2024 |